# Channashettikoppa, Sagar
Channashettikoppa là một làng thuộc tehsil Sagar, huyện Shimoga, bang Karnataka, Ấn Độ.